# Swift (przeglądarka)
Swift – natywna przeglądarka internetowa dla systemu Microsoft Windows z silnikiem WebKit. Projekt nie jest już dalej rozwijany.
Swift do uruchomienia wymagał uprzedniej instalacji platformy programistycznej Microsoft .NET Framework
Każda wersja Swifta korzystała z innego oznaczenia User Agent. Swift identyfikowany był jako: Mozilla/5.0 (PC; U; Intel; Windows; en) AppleWebKit/420+ (KHTML, like Gecko).